# Detroit Lakes (Minnesota)
Detroit Lakes es una ciudad ubicada en el condado de Becker en el estado estadounidense de Minnesota. En el Censo de 2010 tenía una población de 8569 habitantes y una densidad poblacional de 217,74 personas por km².

## Geografía
Detroit Lakes se encuentra ubicada en las coordenadas 46°48′16″N 95°50′30″O / 46.80444, -95.84167. Según la Oficina del Censo de los Estados Unidos, Detroit Lakes tiene una superficie total de 39.35 km², de la cual 26.47 km² corresponden a tierra firme y (32.75%) 12.89 km² es agua.

## Demografía
Según el censo de 2010, había 8569 personas residiendo en Detroit Lakes. La densidad de población era de 217,74 hab./km². De los 8569 habitantes, Detroit Lakes estaba compuesto por el 90.57% blancos, el 0.72% eran afroamericanos, el 4.38% eran amerindios, el 0.78% eran asiáticos, el 0.06% eran isleños del Pacífico, el 0.57% eran de otras razas y el 2.92% pertenecían a dos o más razas. Del total de la población el 1.63% eran hispanos o latinos de cualquier raza.